# Cédratier
Citrus medica
Espèce
Le cédratier (Citrus medica L.) est une espèce de plantes à fleurs de la famille des Rutacées. C’est un arbre dont le fruit, le cédrat, est un agrume.

## Description
Le cédrat dans sa forme non digitée est un gros fruit ovale lisse ou bosselé, parfois verruqueux, décoratif, et dans sa forme digitée il se divise en forme de doigts, d'où le nom usuel de main de Bouddha. Quand elle existe (les digités n'en ont jamais), la pulpe peut être douce ou acide, verte à jaune, souvent peu juteuse. Le parfum de son zeste est très agréable.
Le poids du fruit peut atteindre 5,5 kg pour les plus lourds des méditerranéens, D. Karp et X. Hu ont trouvé un spécimen de la variété Ninger Giant (aussi Zhou pi xiang - cédrat ridé) de 15 kg, le poids maximal de ce cédrat d'altitude du Yunnan est habituellement de 8 à 10 kg. Le fruit est consommé dans sa zone de primo domestication et dans les cuisines méditerranéennes.

## Étymologie - dénomination
Le nom de son fruit lui vient de l'italien cedrato, dérivé de cedro, du latin citrus.
En chinois 枸櫞, 香櫞、香水檸檬 (Jǔ yuán, Xiāng yuán, xiāngshuǐ níngméng) cédrat, citronnier parfumé, en népalais बिमिरो (Bimirō) je vais. Cédrat est utilisé dans la plupart des langues, il devient cidra en portugais, puis l'anglais perd l'ancien terme cedrate (du français) au profit de l'ambigu citron que le japonais reprend: シトロン (Shitoron). Cederappel en néerlandais. Cedro en italien prête à confusion car il désigne aussi le cèdre, on trouve aussi dans cette langue citro. L'arabe a de nombreux noms, le plus commun étant أترج ('atrij) je prie, اترنج (itranj), à rapprocher de l'hébreu אֶתְרוֹג (etrog) du persan torong ou du sanskrit suranga.
Le français cédraterie désigne les jardins de cédratiers.

## Taxinomie
Citrus medica a pour synonymes : 
- Aurantium medicum (L.) M. Gómez[7]
- C. alata (Tanaka) Yu.Tanaka, C. balotina Poit. & Turpin, C. cedra Link, C. fragrans Salisb., C. gongra Raf., C. hassaku Yu.Tanaka, C. kizu Yu.Tanaka, C. limetta Risso, C. medica var. alata Yu.Tanaka, C. nana (Wester) Yu.Tanaka, Citrus odorata Roussel, Citrus pyriformis Hassk., Citrus sarcodactylus Siebold ex Hoola van Nooten, Citrus tuberosa Mill.[7]
- Limon racemosum Mill.[7]
- Limon spinosum Mill.[7]
- Limon vulgare Mill.[7]

## Phylogénie

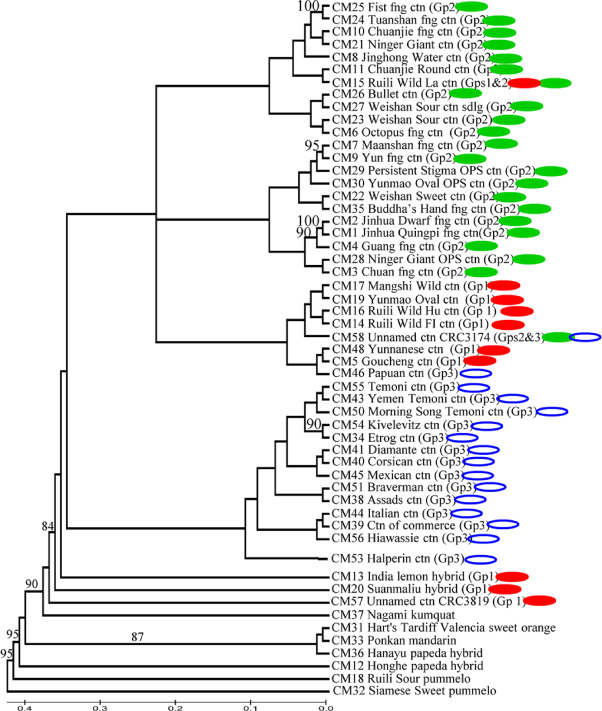
Phylogénie des cédrats chez Chandrika Ramadugu et al. (2015), les 3 populations distinguées par 3 codes couleur.

Le Dictionnaire des dictionnaires (1889) écrivait « Arbre qui produit le cédrat. Le cédratier forme, dans le grand genre oranger, une espèce voisine du citronnier ; il est originaire de l'Orient. La variété principale, celle du cédratier ordinaire (citrus medica vulgaris), de Médie et peut-être d'Assyrie, fut cultivée en Italie par Palladius au IIe siècle. On ne connaît en Corse qu'une espèce de cédratier, le « cédrat de Corse ». L'apport de la génétique contemporaine a permis d'identifier dans le clade C. medica une des 3 à 6 populations ancestrales dont dérivent la plupart des agrumes cultivés de nos jours. Chandrika Ramadugu et al. (2015) distinguent à l'aide des séquences répétées de 47 variétés principalement chinoises 3 populations primitives: les groupes 1 (cédrats sauvages du Yunnan et du Tibet), 2 (cédrats digités de Chine) et 3 (cédrats méditerranéens). Ajit Uchoi et al. avec le même méthode (2015) distinguent 5 groupes distincts chez les cédratiers indiens. Li He et al. (2020) sur la base d'une comparaison des chromosomes établissent un arbre phylogénétique où C. medica apparait comme le 5e grand évènement de spéciation chez les agrumes, il y a 6 millions d'années quand les cédrats se différencient du clade C. maxima (les pamplemoussiers).

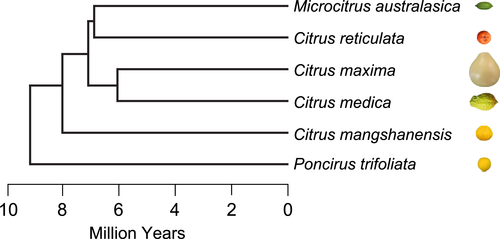
La phylogénie des agrumes chez Li He et al. (2020) le cédrat est une des 6 populations ancestrales, la dernière apparue avec C. maxima.

## Histoire

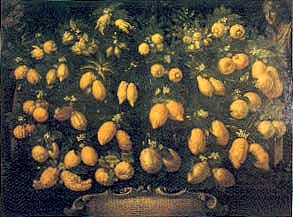
Bartolomeo Bimbi Cédrats et citrons. 1715. Ses tableaux montrent la richesse de la collection de Come III qui font la célébrité des cédrats des Médicis.

Les cédratiers sont originaires des piedmonts himalayens orientaux et méridionaux où leur domestication a débuté. Très tôt la présence de cédrat est attestée au cœur de l'empire Perse (fouille de Nippur, IIIe millénaire av. J.-C.) puis dans les peuples du sud de la Caspienne: les jardins impériaux achéménides (-560/-330) avec leurs collections de plantes cultivées ont inspiré à Hérodote puis Virgile et Pline les noms de medica (des mèdes, peuples qui occupaient les régions du nord-ouest, nord-est et orientale de la Mésopotamie) et de pommier de Médie que ce dernier dit assyrien. («La noblesse chez les Parthes le fait cuire pour avoir meilleure haleine»). Le nom de Malus Assyria demeure longtemps, de Dodoens (1583) à nos jours («Malus medica, qui est appelé Malus Assyria» - 1995). Quand les Perses annexent la Palestine ils construisent à Ramat Rahel (Ve siècle av. J.-C.) près de Jérusalem, une Résidence et son jardin palatial planté des plus riches plantes babyloniennes. C'est dans les murs de ce jardin qu'est attesté pour la première fois en occident du pollen de cédratier. Dafna Langgut (2017) pense que le cédrat fut le premier agrume introduit en zone méditerranéenne, depuis la Palestine il gagnera le monde romain vers le Ier siècle av. J.-C. . Ce sont les arabes qui introduiront beaucoup plus tard les nombreux agrumes cultivés et cuisinés au Moyen Âge. Les Juifs pour qui le cédrat est un fruit rituel (ils le nomment etrog) contribuent à le diffuser dans le monde méditerranéen et yéménite.
En Chine, c'est plus tard, en 304, que Chi Han fait une première description du cédrat (Kuo Han), il s'agit d'une main de bouddha dont la diffusion est probablement liée à sa valeur rituelle chez les bouddhistes.
Au Moyen Âge, les jardiniers arabo-andalous connaissaient bien les cédrats nommés pommes du Yémen (l'importante population juive yéménite avait sélectionné des cultivars à gros fruits), Ibn al-ʿAwām décrit trois cultivars andalous dont un verruqueux, il connait les cédrats doux et les acides, mais il ne parle pas de la culture en pots.
En 1432 le retable Adoration de l'Agneau mystique des frères Eyck montre Eve tenant un cédrat en lieu et place de la traditionnelle pomme.

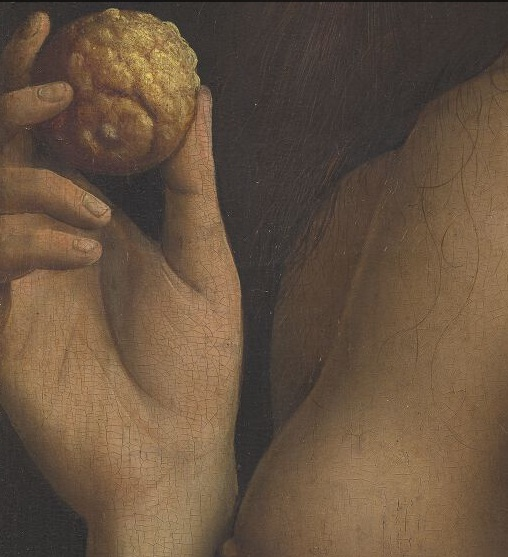
Sur le retable Adoration de l'Agneau mystique les frères Eyck peignent un cédrat dans la main d'Eve.

### Les grandes collections d'agrumes, les cédrats des Médicis

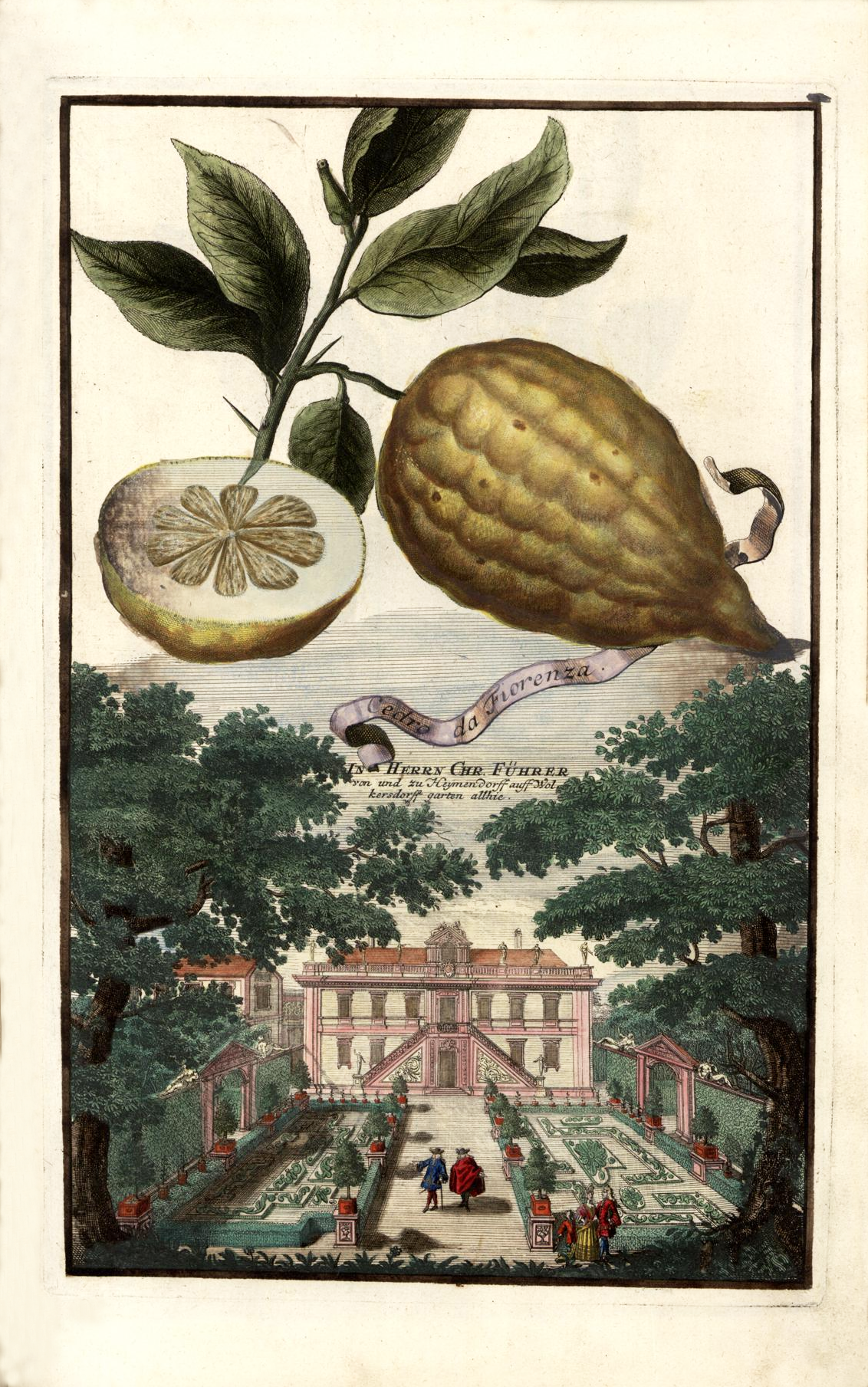
Le cédrat de Florence, fierté des Medici (Volkamer 1708).

Le florentin Brunetto Latini (1270) qui visite pendant deux ans l'Espagne où la présence arabe est encore forte, plante à son retour un jardin d'agrumes jamais égalé en nombre de plantes 3 488 orangers, citronniers et cédratiers qui crée un précédent. Pierre de Mercollienne, jardinier des angevins de Naples (qui connaissent les jardins arabes de Sicile) met au point la culture en pot avec hivernage dans leurs villas La Duchesca («spalliere alte di cedri e di limoni pender giù da quei muri» dont les murs étaient couverts d'espaliers de cédrats et de citrons) et Poggio Reale, il sera le diffuseur des jardins en terrasses où les florentins étalent leurs collections. De là depuis Château-Gaillard où il crée la première orangeraie septentrionale, l'usage des orangeraies et la diffusion durable du cédratier gagnent en Europe du Nord.
L'important travail réalisé par Francesco Pavesi auteur de Gli agrumi dei Medici (2022) qui décrit trois siècles de passion de la famille florentine des Medicis pour les agrumes, de Cosme Ier et ses fils Francesco Ier et Ferdinando Ier, à la agrumomanie ses cardinaux Giovan Carlo et Leopoldo, jusqu'à Cosme III, a remis en lumière l'importance historique de ces collections. Ces riches aristocrates constituent et entretiennent la plus vaste variété européenne d'agrumes en pot (500 cultivars) spécialement dans les jardins de la villa médicéenne de Castello et celui de Boboli. Les fruits deviennent des objets décoratifs recherchés dans toute l'Europe sous l'influence de Bartolomeo Bimbi, en premier lieu les cédrats. Paolo Galeotti a conduit la restauration des jardins et retrouvé les cultivars. L'influence sera durable, le cédrat est un objet de nature morte prisé jusqu'au XVIIe siècle.

## Production
Le cédratier est principalement cultivé au Maroc, en Italie le long de la côte tyrrhénienne à Tortora (Calabre), en Algérie, en Tunisie, en Chine, en Amérique du Sud. La récolte s'effectue entre septembre et novembre dans le bassin méditerranéen. En Corse (essentiellement dans le Cap Corse) et en Occitanie, seuls subsistent aujourd'hui quelques petits vergers pour une toute petite production.

### Culture
L'arbre est petit (jusqu'à 3 m). Les cédratiers se plantent à 4 m de distance. A. Boitel donne les recommandations suivantes: Planter en terre profonde, fertile, fraîche et perméable, éviter l'excès d'humidité. Les arrosages doivent être copieux et réguliers en été en cas de sécheresses et de fortes chaleurs. Le cédratier ne supporte pas les vents violents et glacés de l'hiver, « il est plus sensible que les autres végétaux aux intempéries hibernales, ne peut prospérer que dans des endroits où des abris naturels ou artificiels le défendent du froid qui résulte des courants d'air et du voisinage des montagnes ». Il redoute tout autant les grandes chaleurs.
Pour la culture en pot, un milieu protégé est conseillé (sous une pergola) à l'abri du soleil intense, des intempéries. L'hivernage en serre froide est nécessaire pour la protection contre le gel et les vents froids. La culture en pleine terre est recommandée car le système racinaire est puissant
La culture en espalier ou tuteurée aide les plantes à supporter le poids du fruit. Le étrogs rituels juifs sont arqués pour que les fruits poussent à l'ombre.

## Utilisation

### Parfumerie, cosmétique

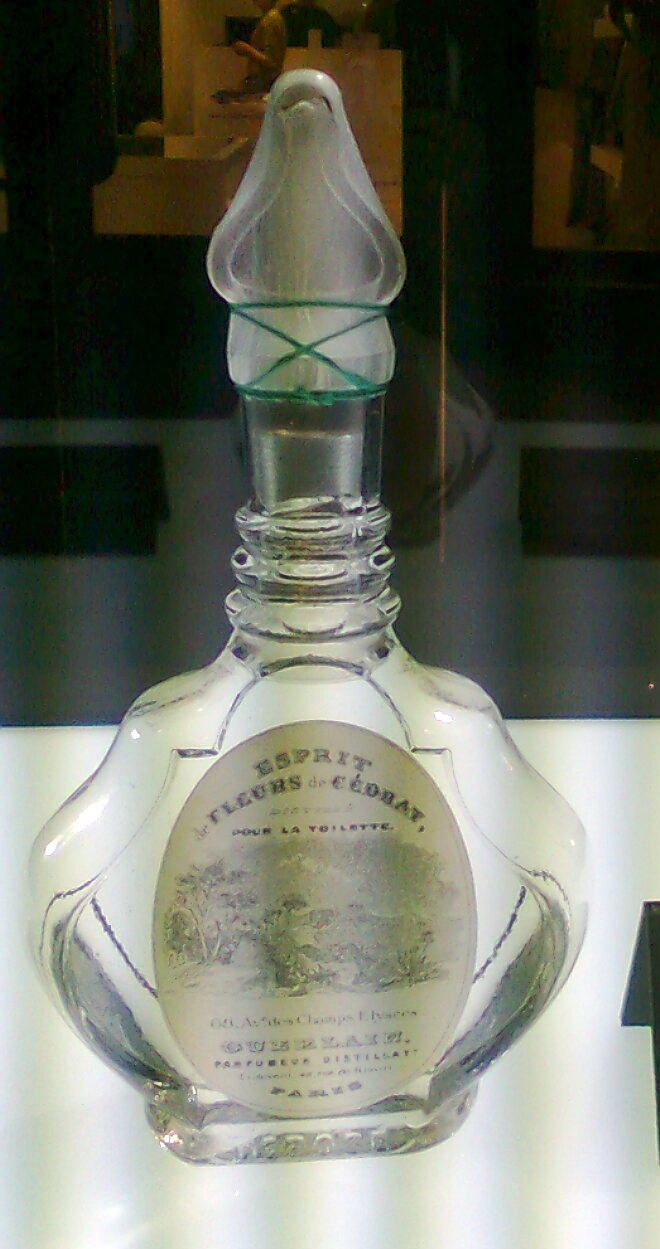
Esprit de Fleurs de Cédrat (Guerlain - 1830).

Le Dictionnaire universel de Jacques Savary Des Bruslons écrit à l'article Cédrat « Espèce de Citronnier dont le fruit est de bonne odeur » puis décrit « l'Eau de Cédrat, qu'on estime extrêmement, à cause de son excellent parfum, et peut-être aussi à cause de sa rareté, [elle] se fait avec des zestes, ou petits morceaux, que l'on coupe de dessus l'écorce des Cédrats, avant qu'ils soient dans leur entière maturité ; et dont, en les pressant, on exprime l'humeur, [ ] dans quelque vase, qu'on tient dessous » et qu'on mélange à l'alcool. De Piesse (1877) donne la formulation de l'eau de cédrat : «dissoudre 50 g de cette huile essentielle de cédrat dans 50 cl d'alcool, on obtient ce qu'on appelle l'extrait du cédrat; quelques parfumeurs y ajoutent 15 grammes de bergamote [ ] On l'emploie principalement dans la fabrication des parfums ou extraits pour le mouchoir». L'eau de cédrat est toujours un classique des eaux de toilettes (L'Occitane), Cedro del Mediterraneo (Carpentieri), (Roger & Gallet avec Cardamome - Bois de Gaïac), et de nombreuses versions en Italie.
La maison Guerlain avait sorti dans ses premières années d'existence (1830) une eau de toilette parfumée Esprit de Fleurs de Cédrat qui donnait à la peau «un doux velouté et une grande élasticité» . En 1920, Jacques Guerlain la fait renaitre comme eau de Cologne indémodable : l'Eau de fleurs de cédrat, qui est héritière d'une tradition d'eau de fleurs de cédrat à base d'essence de bergamote, d'essence du Portugal et d'infusion de tolu.
On se sert aussi du cédrat pour parfumer les chambres et les vêtements.

### Alimentaire et boisson
Au Népal, pays où le cédratier est endémique on mange le fruit le soir, en pickles aromatisés. Au Moyen Âge l'Anonyme andalou utilise abondement les feuilles fraîches de cédratier dans ses recettes salées et sucrées (sirop de cédrat).
Le cédrat et la fleur de cédrat sont sur les grandes tables italiennes, au repas donné pour la reine Christine de Suède, Bartolomeo Stefani donne en 1662 des recettes au fleur de cédratier, il était chef cuisinier des Gonzague de Mantoue : frittata avec tranches de cédrat, hachis de chair de veau, pesto de pistaches macérée dans l'eau de fleur de cédrat, pain de viande aux morceaux de cédrat, fine pâte feuilletée farcie de d'œufs, blanc-manger et oranges servi avec un peu d'eau florale de cédrat... confiture de fleur de cédrat.
Dans les sources de langue française en 1839, le comte de Courchamps répertorie 54 usages du cédrat en cuisine, dont un seul concerne un plat salé, le jus du cédrat vert sur le foie gras « au moment de servir ». La tendance à utiliser le cédrat uniquement en cuisine sucrée aboutit chez Joseph Favre à négliger le cédrat nature, ou en cuisine salée : marmelade, cédrat confit, compote, crème glacée, ratafia. Le cédrat confit est utilisé dans de nombreuses pâtisseries.

#### Boisson, sirops et aromates
- En Chine on en fait une boisson fermentée (avec maltose et eau pendant quelques heures), une décoction - la rosée de cédrat - et un hydromel de cédrat : cédrat, miel, vin blanc cuits ensemble, la solution est reposée un mois en bouteille avant consommation[55].

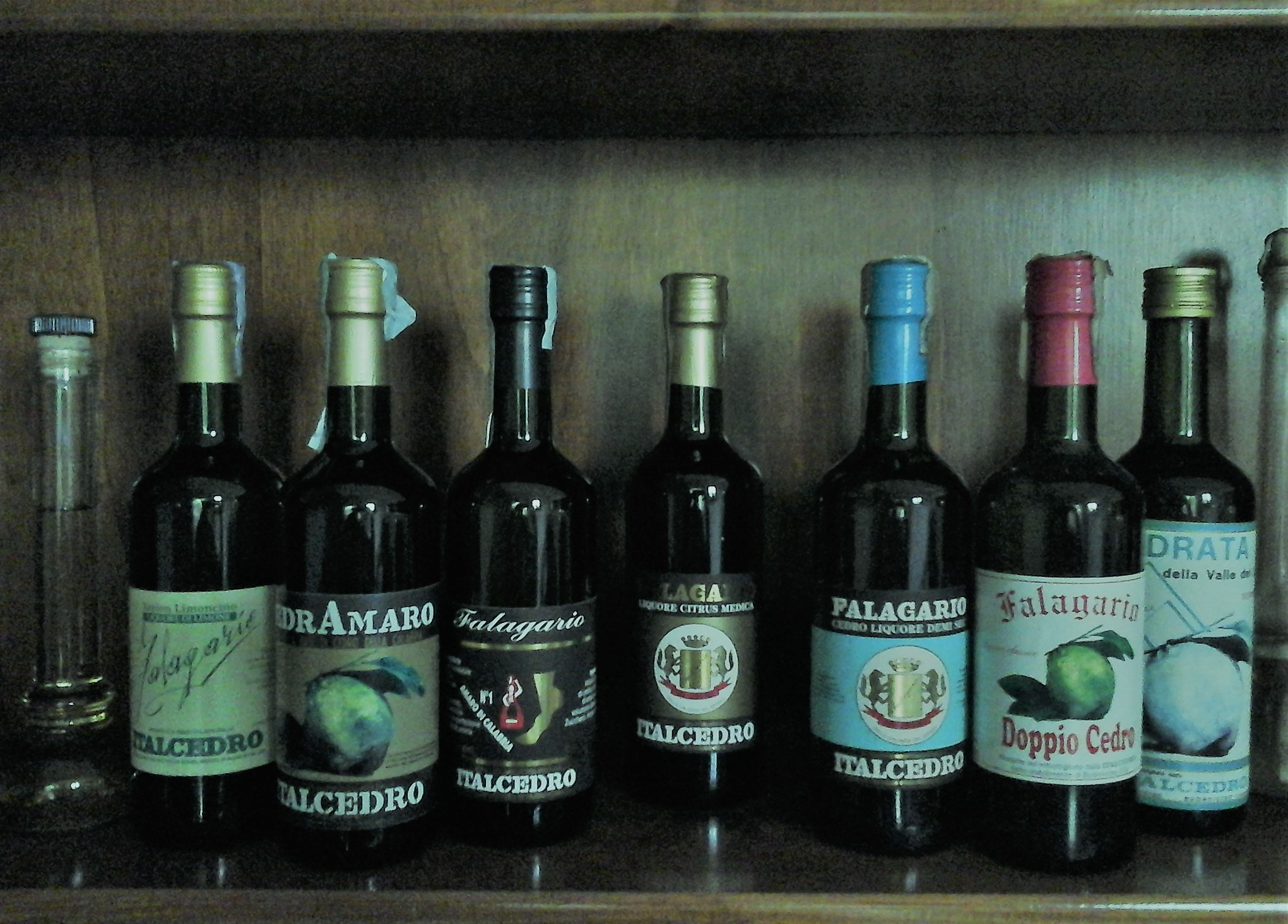
Liqueurs de cédrat italiennes.

- La cedrata est un soda italien créé en 1956 avec des fruits du lac de Garde, de nos jours à base d'extraits de cédrat Diamante calabrais[56].

- Liqueurs de cédrat :
  - Liqueur corse : la cédratine

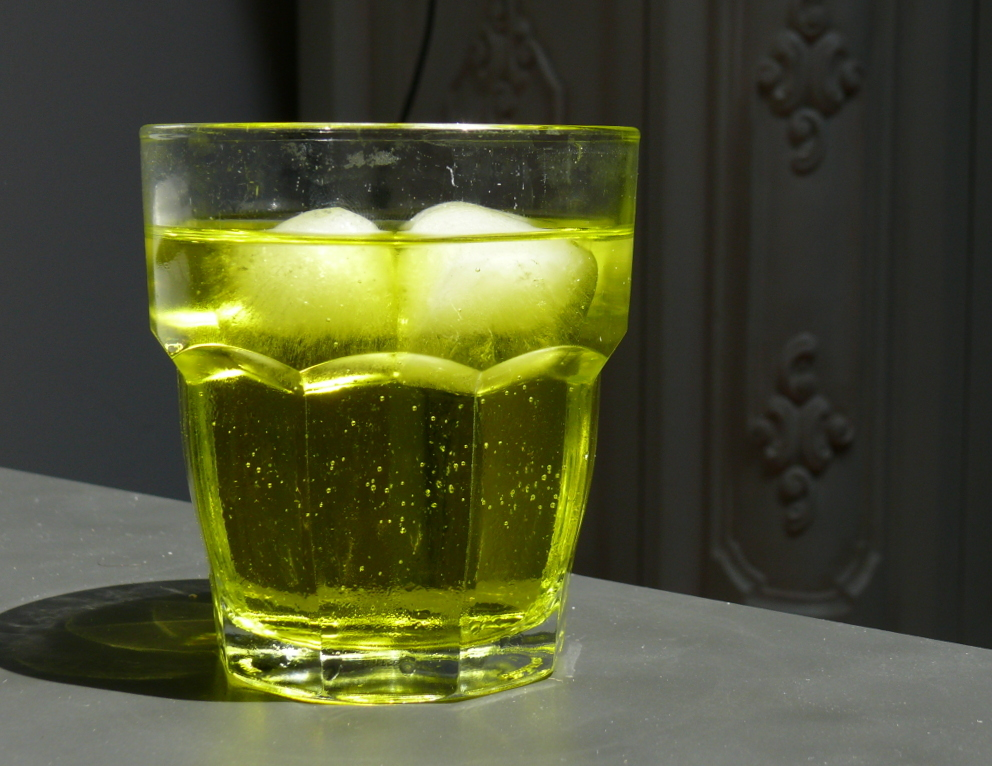
Cedrata.

  - Liqueurs italiennes : Il cedro, Acqua di cedro (infusion de cédrat 29°)[57], Liquore al cedro de la Riviera dei Cedri (un limoncello de cédrat)[58], liqueur Salò (qui donne l'acqua di cedro - la Cedrinca et la Cedral Tassoni -[59]
  - Liqueur grecque : Κίτρον Νάξου / Kitron Naxou Cédrat de Naxos (existe en couleur verte, en jaune et en intermédiaire, à base de fruits et de feuilles de cédrat[60], elle est distillée depuis 1896 à Halki[61]).
- Le gin à base de cédrat, en particulier de main de bouddha, se rencontre en Grande-Bretagne[62], France[63],[64], à Monaco[65], en Belgique[66], etc.
- Le sirop de cédrat est donné chez l'Anonyme andalou (infusion d'écorces sucrées), Ibn Zuhr met de l'écorce de cédrat dans son sirop bénéfique pour la toux, dans son sirop contre l'hémiplégie et aussi contre l'incontinence urinaire[67], puis plus tard en Italie, en 1769, (Acqua di cedro, Sirop po di scorze di cedro)[68],
- Le vinaigre de cédrat, et vinaigre de ravigote aux zestes de cédrat sont des macération dans du vinaigre[51].
- Une expérimentation grecque (2023) a montré que l'ajout d'huile essentielle de cédrat et de cannelle est approuvée par les panels de dégustateurs comme exhausteurs de gout dans les vins faiblement alcoolisés de type Sangria[69].L'analyse en composantes principales des substances volatiles mineures d'un vin faiblement alcoolisé est préférée avec un mélange (en mauve) d'HE de cédrat (en vert) et d'HE cannelle (en ocre) au vin sans HE (en bleu)[pas clair][69].

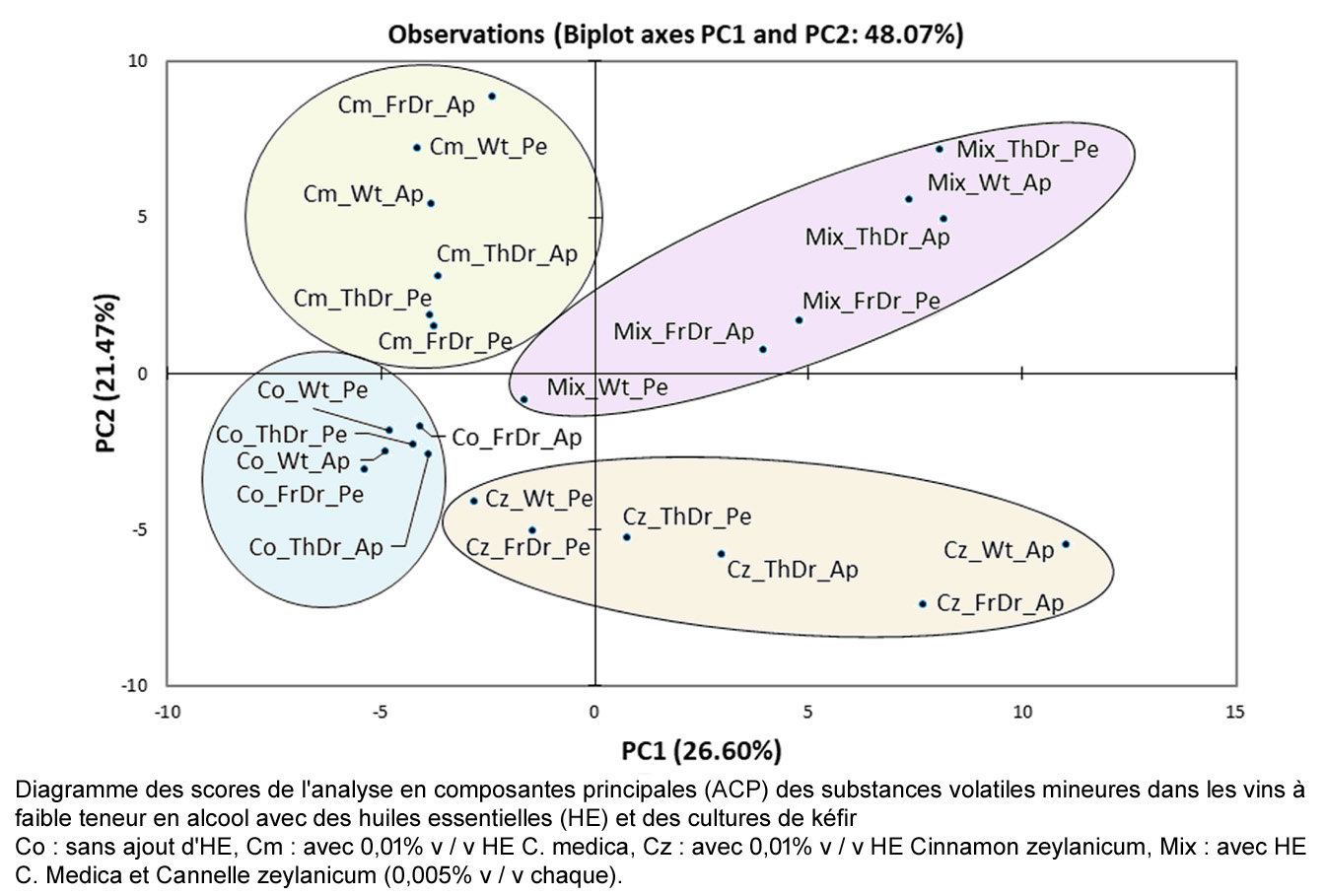
.

#### Fruit rituel

##### Le cédrat dans le judaïsme

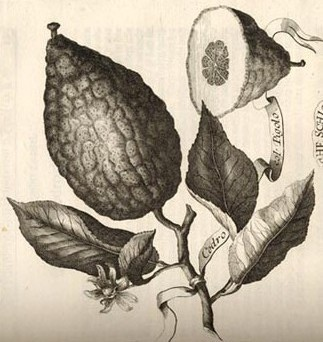
"Cedro col Pigolo" - Le cédrat dans le judaïsme del Johann Christoph Volckamer.

L’Etrog (hébreu אתרוג) est l'une des variétés de cédrats. Il constitue l'une des quatre espèces utilisées lors d'une cérémonie particulière de balancement durant la fête juive de Souccot, les trois autres étant le loulav (branche de dattier), le hadass (branche de myrte) et la aravah (branche de saule).
Le Lévitique 23:40 se réfère à l’etrog comme un pri etz hadar (פרי עץ הדר), litt. « le fruit du bel arbre » ou « d'un bel arbre », à moins que Hadar ne désigne une espèce particulière. L'hébreu moderne traduit ce terme par « cédrat », sur base de la définition rabbinique de l’etrog comme étant le fruit référé par la Torah. L’itranj est lui aussi favorablement mentionné dans les hadith.
Lorsqu'on l'achète avant Soukkot, il est typiquement vert, et vire au jaune profond au cours de la semaine de la fête.
D'après la Halakha, l’etrog utilisé pour la mitzvah des quatre espèces doit être sans défaut, de forme et état parfait. Un etrog qui possède encore un pitom à son bout (le pitom est constitué du style et du stigmate de la fleur et tombe généralement au cours du processus de croissance) est considéré comme particulièrement précieux. Les détails exacts quant au meilleur etrog possible sont consignés dans les grands ouvrages de Halakha. Du fait de la rareté des etroguim parfaits, leur prix peut monter jusqu'à 1 000 €. De nombreuses histoires rapportent l'histoire d'humbles gens dans les shtetls d'Europe de l'Est dépensant des sommes princières pour avoir le privilège de posséder un etrog casher pour Soukkot. C'est aussi l'un des ressorts du film israélien Les Ushpizzin.
La forme du fruit, également appelée guidoul, est particulièrement importante, ainsi que la propreté de la partie supérieure du fruit. Différentes autorités de la loi juive se disputent quant à la définition exacte de la partie supérieure de l'etrog. On admet généralement qu'il s'agit du tiers supérieur du fruit.
La mitzvah première de l'usage d'un etrog est le balancement des Quatre espèces juste avant la cérémonie du Hallel. Après la fête, certains cuisent la pelure du fruit pour en faire de la confiture, des fruits confits ou des cakes aux fruits.

##### Le cédrat dans le bouddhisme
Sacré en Asie depuis longtemps, le cédrat main de bouddha est utilisée en guise d’offrande dans les temples bouddhistes ou à l’occasion du Nouvel An chinois.

##### Le cédrat dans l'hindouisme
Au Népal, lors de la fête du Bhai Dooj et pour deux à quatre jours de Tihar, on porte un collier de fleur avec au centre un  cédrat (बिमिरो Bimirō) qui est vénéré.

##### Le cédrat dans l'islam
Au Maroc, l'odeur de sainteté des saints de l'islam est celle du fruit de cédrat.

#### Pharmacologie, ethnomédecine
En 2022, Himalayan Fruits and Berries: Bioactive Compounds, Uses and Nutraceutical a fait une synthèse des activités pharmacologiques et nutritionnelles connues du cédrat, on note la très faible quantité d'études expérimentales randomisées sur humains.
La médecine ayurvédique en fait grand usage dans de nombreuses pathologies: c'est un antalgique, hypoglycémiant, anticholinestérasique, anticancéreux, antidiabétiques, hypocholestérolémique, hypolipidémiant, insulino-sécrétagogue, vermifuge, antimicrobien, antiulcéreux et il a des propriétés oestrogéniques (ces propriétés ne sont pas les mêmes chez la feuille, le fruit, le zeste, les graines).
Le fruit a de nombreux avantages nutraceutiques au dire des études pharmacologiques: anti-catarrhale, protecteur capillaire, antihypertenseur, diurétique, antibactérien, antifongique, vermifuge, antimicrobien, analgésique, antioxydant puissant, anticancéreux, antidiabétique, oestrogénique, antiulcéreux, cardioprotecteur et antihyperglycémiant (2018).
Parmi les rares études double aveugle sur humains, une publication iranienne (2015) a vérifié l'allégation de la médecine traditionnelle selon laquelle le sirop de jus de cédrat combat la migraine. Les auteurs concluent que le sirop de cédrat réduit davantage l'intensité et de la durée des crises de céphalées que le placebo, mais ne fait pas mieux que le propranolol. De plus, ce médicament réduit significativement la fréquence des crises tandis que le sirop de cédrat ne le fait pas.

## Liste des hybrides, variétés et cultivars

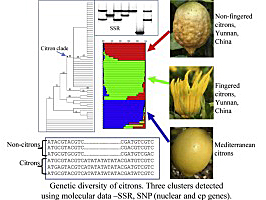
Les 3 populations de cédrat (Chandrika Ramadugu et al. 2015).

La population des cédrats méditerranéens (vaste zone qui va de la Perse au Yémen à l'Andalousie et au Maroc) est divisés en deux groupes : les cédrats doux et les cédrats acides. Il existe deux autres groupes distincts: les cédrats sauvages asiatiques (Yunnan et Tibet méridional, Népal) et les cédrats digités.

### Chez les botanistes
Chez Risso (1826) et chez Gallesio (1811):
- cédratier à fruit en calebasse. Cultivar décrit par Ferrari, à peau lisse, rare à l'époque de Risso.
- cédratier poncire.
- cédratier à gros fruit ou cédratier de Gènes. Ce cédrat est celui mentionné dans la monographie de par Vincenzo Riccobono sur les agrumes cultivées au Jardin Botanique de Palerme (1899) aussi nommé cedro Gigante ou cédrat à gros fruit (a frutto grosso)[78]. Le nom de C. medica var. Maxima Risso lui est donné dans le bulletin de 1897 qui décrit le fruit ainsi «très gros fruit oblong, étroit et concave à la base, avec des sillons longitudinaux interrompus par des sillons transversaux, terminés par des mamelons plus ou moins hauts et sinueux, diam. 9 à 11 cm, longueur de 15 à 20 cm, peau avec gros tubercules, mésocarpe jaune sulfureux, spongieux, grand, pulpe amère»[79]. Curieusement  J. B. Carpenter, le nomme var. dulcis[80].

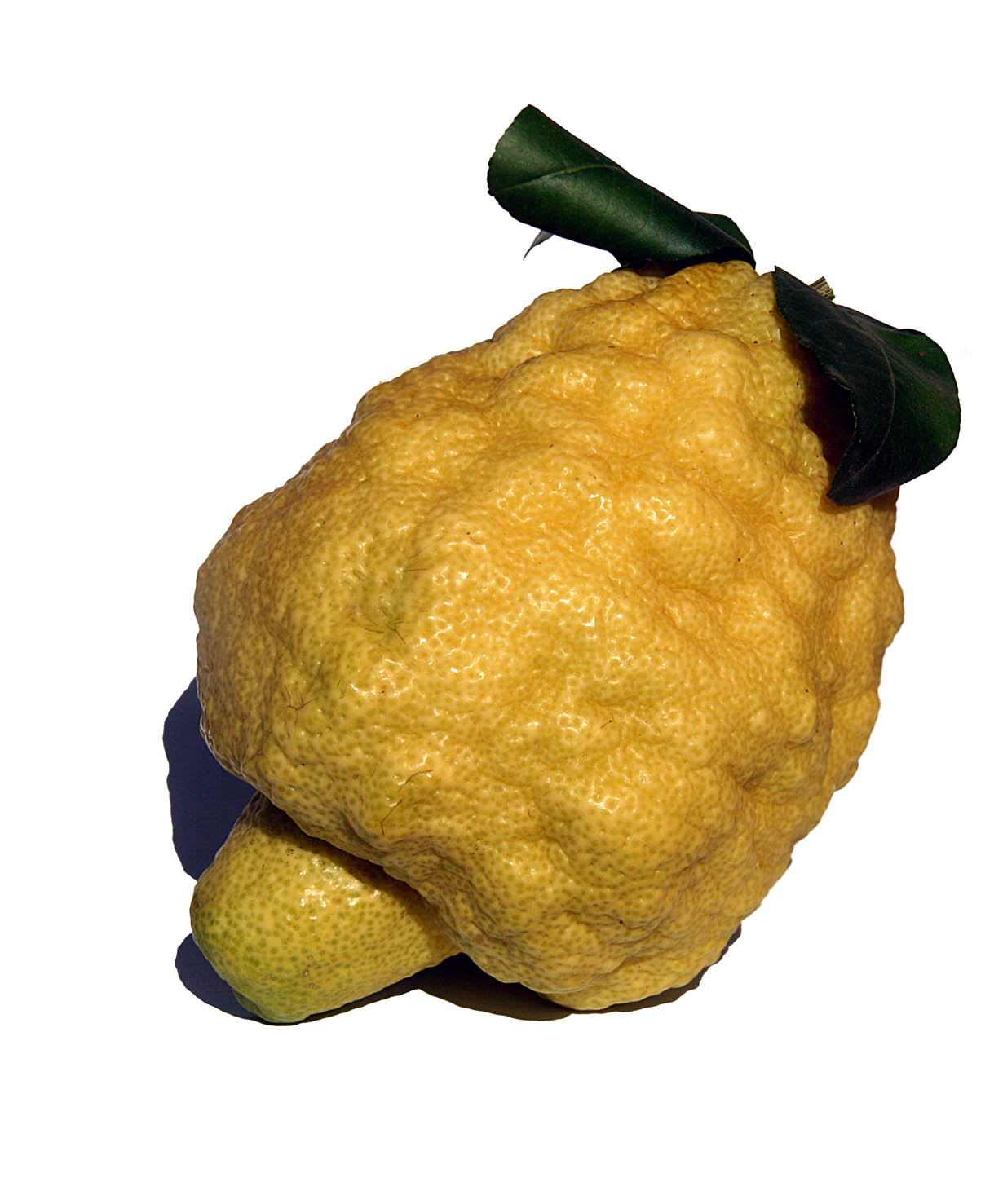
Cédrat Gigante (maxima) moyen : hauteur 24 cm, diamètre 18 cm.

Le cédrat maxima est une plante ornementale spectaculaire, très vigoureuse. La peau du fruit se confit.
- cédratier à fruit cornu (la main de bouddha), quasi inconnu à l'époque, la seule source est Ferrari (voir Main de Bouddha)

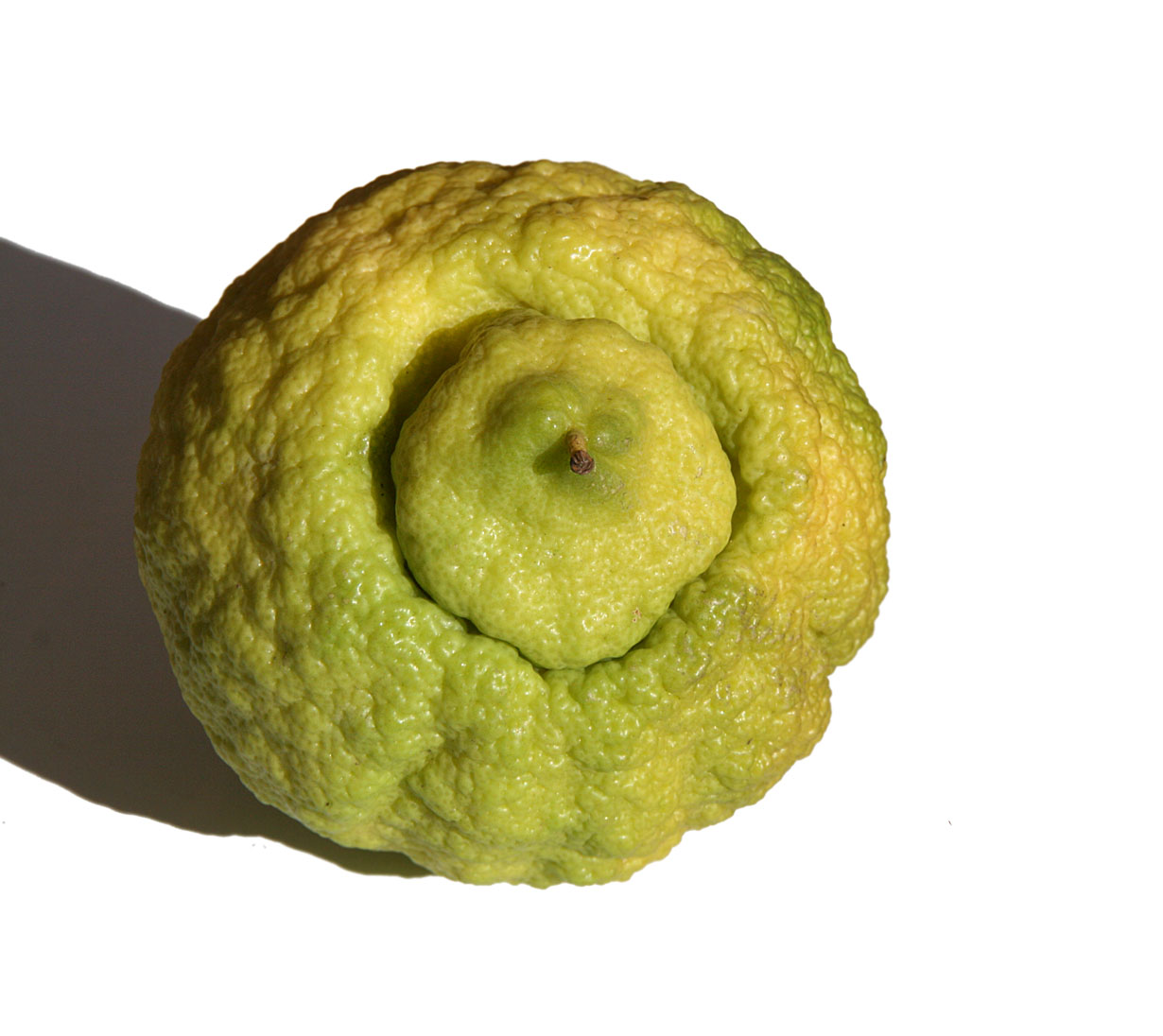
Cédrat di Salo.

- Cédrat di Salo.cédratier de Salo, cedro di Roma[83], chidrato di Salò ou di Garda ou del lago (Citrus medica salodiana, Citrum salodianum parvum  Ferr.), pulpe savoureuse selon Risso, plus rustique que le cédrat de Florence il poussait à Nice[84], Gallésio écrit «est recherché pour l'arome de l'écorce extérieure, et pour la délicatesse de l'écorce intérieure. Il parait originaire de Salò sur le lac de Garda, où sa culture est très étendue; on en cultive aussi à Nervi, à Pegi, à Final, où on l'appelle cedrino»[85]. Risso décrit un fruit différent sous le nom de Cédrat de Rome dont il tire un exemplaire de l'orangerie de Versailles. Le fruit est profondément mamelonné à son sommet[86].

Il est de nos jours produit en Calabre, et utilisé pour la production d'une huile essentielle. Son zeste a une teneur remarquable en polyphénols (1 002 µg/g) qui en font un antioxydant de première importance, la présence quercétine (150,9 µg/g) et d'apigénine dans le zeste contribuent à son forte pouvoir anti-inflammatoire.
- cédratier à fruit doux
- cédratier de Florence

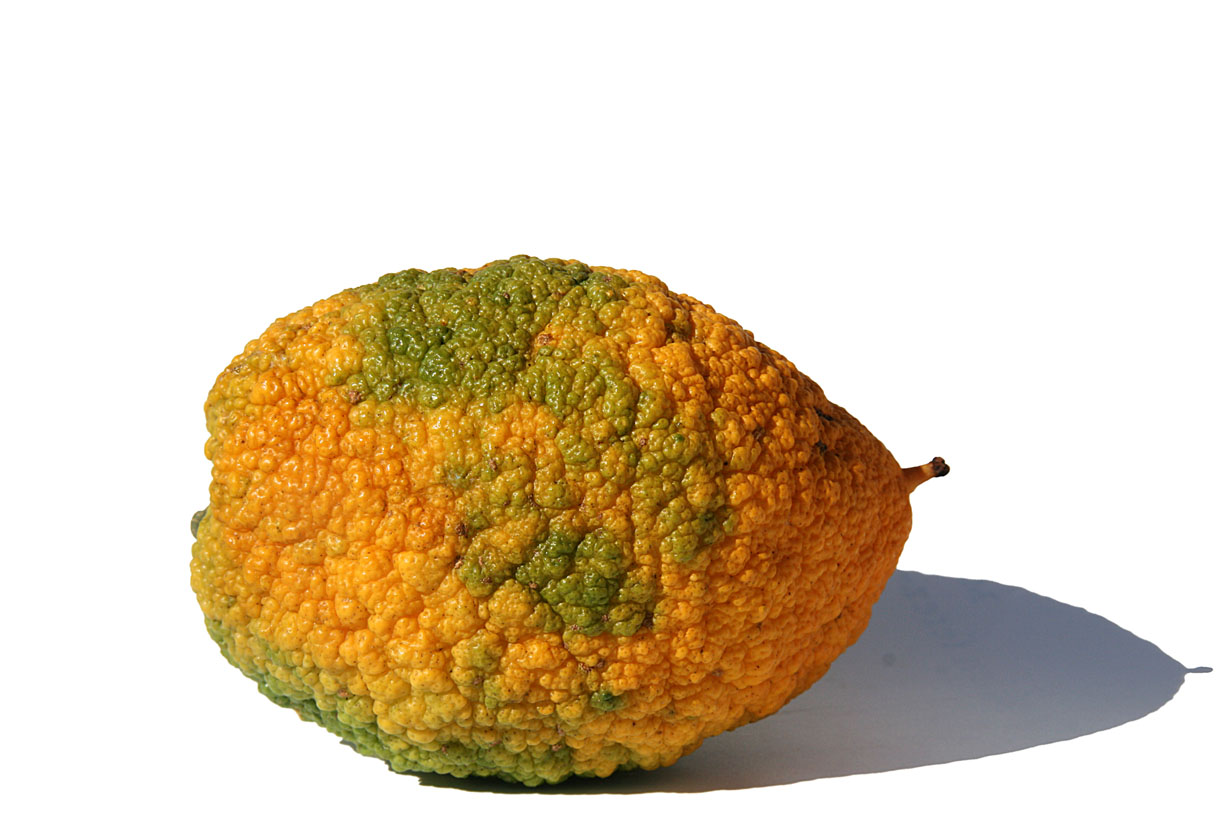
Cédrat de Chine.

- Cédrat de Chine.Cédrat aurantiata. Gallesio décrit (NoVI) un C. x medica cedra aurantiata à fruit doux[88]. Probablement en rapport avec le cedro della Cina (cédrat de Chine) italien (qui pourrait aussi être le cédratier à fruits rugueux) qui est décrit comme spécialement rustique (−8 à −10 °C)[89] et qui appartenait à la collection des Medicis: C. medica aurantiata ou encore cedro aranciato pomo d’Adamo[90]. Le fruit de taille moyenne, avec une pulpe juteuse abondante[91], est très décoratif avec une peau finement et profondément granuleuse. Comme chez celui de Gallesio l'albedo a une saveur douce (le flavedo - zeste - est amer). On en fait des confitures, des fruits confits ou on le mange cru, frais et en salade[92]. Sa chromatogramme a été publié (γ-terpinene 12 %, limonéne 11 %, mircène 8 %)[93].

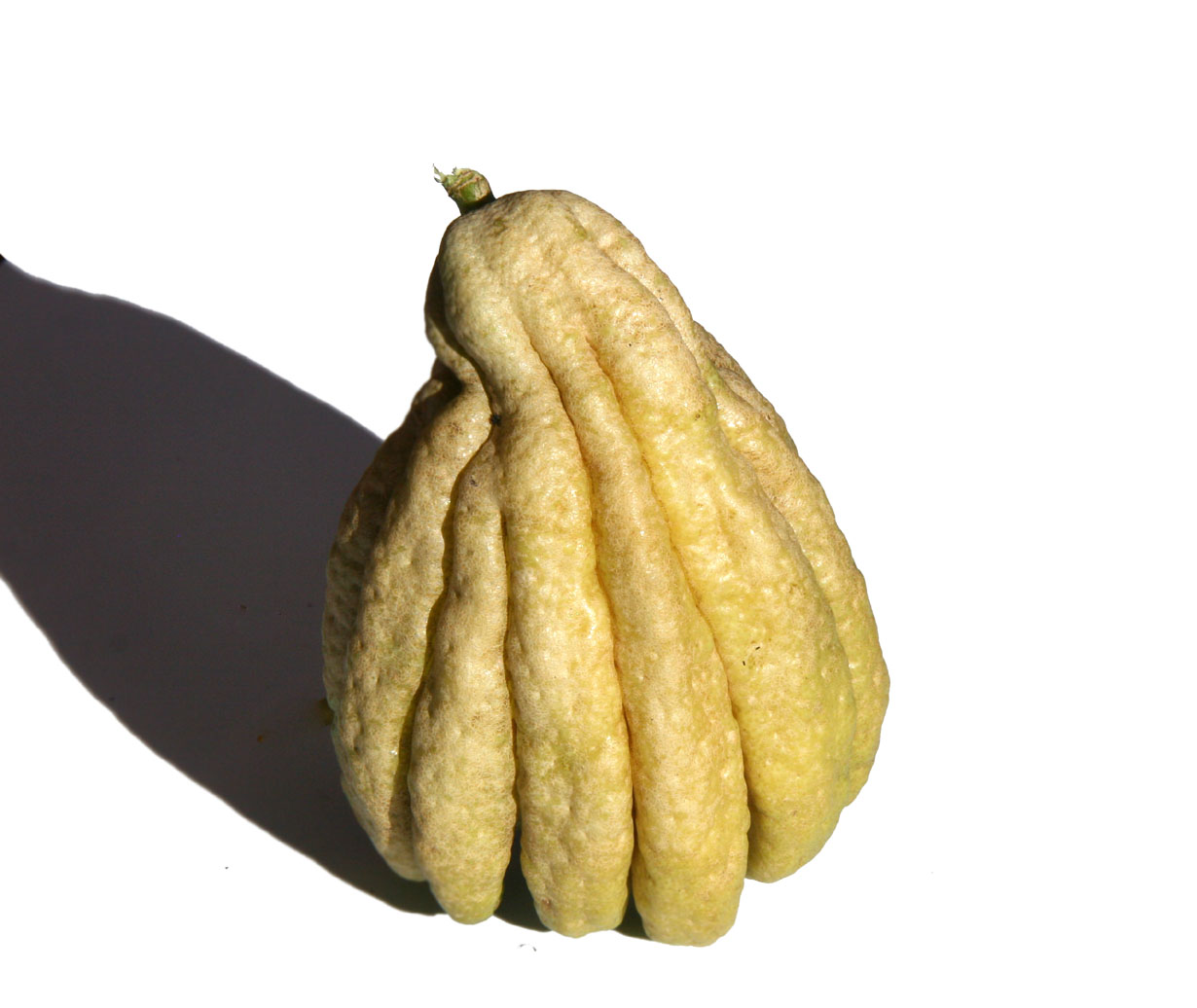
Cédrat à fruit sillonné (Volkamer, Risso), Citrus medica fructu sulcato, Nouv. Duhamel.

- Cédrat à fruit sillonné (Volkamer, Risso), Citrus medica fructu sulcato, Nouv. Duhamel. cédratier à fruits sillonnés, décrit par Volkamer «fruits de moyenne grosseur, allongés en cône, terminés par un mamelon pointu, marqués dans leur longueur de profonds sillons et relevés de côtes verruqueuses».
- cédratier à fruit glabre
- cédratier à petits fruits

Selon BioLib (24 août 2020) :
- cultivar Citrus medica ‘Assads’
- cultivar Citrus medica ‘Corsican’ : Cédrat de Corse

#### Le cédrat en Corse

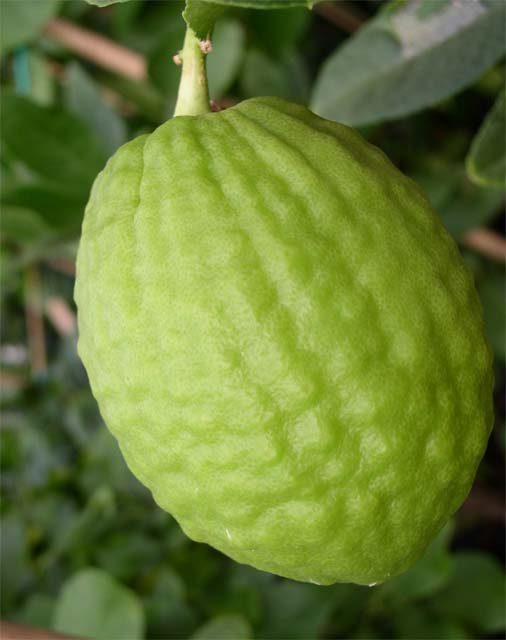
Cédrat de Corse.

La variété Cédrat de Corse (cédrat se dit alimea en corse) était intensivement cultivée en Corse à la fin du XIXe siècle dans des vergers en terrasses essentiellement dans le Cap Corse, protégé du vent par des haies pour éviter que les fruits soient abîmés par les épines des branches. Vers 1920, la production annuelle dépassait 8 000 tonnes, sur environ 1 000 ha. Au début des années 1950, la Corse fournissait encore le tiers du marché mondial de cédrat en saumure. La production était essentiellement destinée à l'industrie du fruit confit d'Italie et d'Europe du Nord, quoique localement se produisait une liqueur, la cédratine. La cédratine est la liqueur corse par excellence : elle se compose d’alcool, de sucre, de cédrats et d’extraits naturels végétaux et titre 24° d’alcool. Ailleurs, en Méditerranée, on trouve d'autres liqueurs mettant à l'honneur l'agrume, comme l'Italicus, composé à base de cédrat et de bergamote.
- cultivar Citrus medica ‘Digitata’ (voir main de Bouddha)
- cultivar Citrus medica ‘Earle’
- cultivar Citrus medica ‘Etrog’
- cultivar Citrus medica ‘Limoniforme’
- cultivar Citrus medica ‘Liscia Diamante’. Gros cédrat à peau lisse le plus cultivé dans le sud de l'Italie.

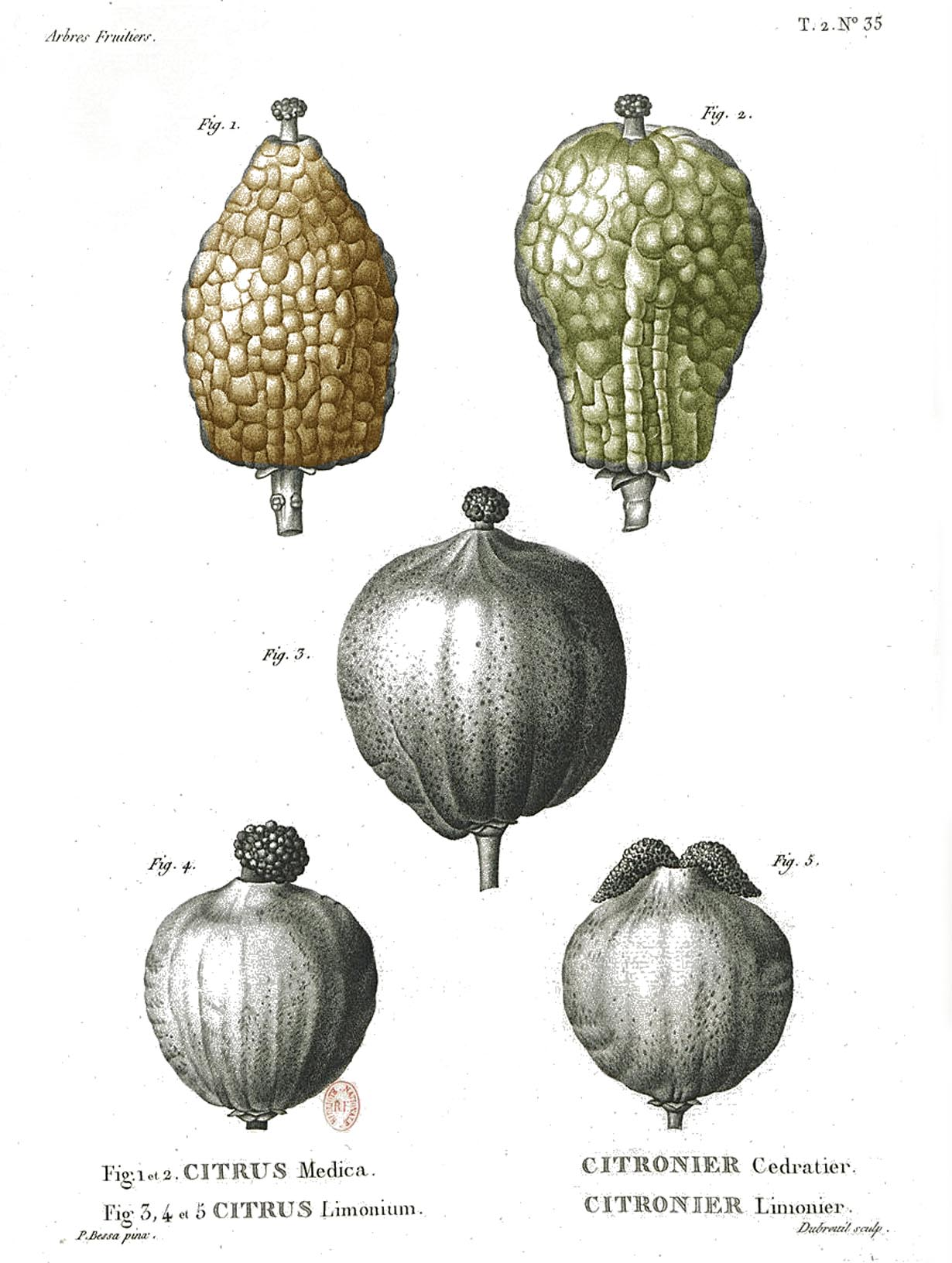
Planche 35 de Duhamel Du Monceau, cédrats et hybrides. La fig. 2 représente un cédrat peretta (source BNF).

- Planche 35 de Duhamel Du Monceau, cédrats et hybrides. La fig. 2 représente un cédrat peretta (source BNF)[96].cultivar Citrus medica ‘Peretta’, italien cedro piretto, cédrat-poire. L'albedo qui constitue les 3/4 du fruit est excellent[97], avec un gout de poire et une texture croquante[98].
- cultivar Citrus medica ‘Policarpa’
- cultivar Citrus medica ‘Riccia’

Selon Tropicos (24 août 2020) (attention liste brute contenant possiblement des synonymes ou des erreurs - par exemple Hassaku est un agrume japonais sans rapport avec le cédrat, un hybride de pamplemoussier (C. maxima) et de Kunenbo (C. nobilis Lour. var. kunep Tanaka)
- sous-espèce Citrus medica subfo. aurantiifolia (Christm.) Hiroë
- sous-espèce Citrus medica subfo. dulcis (Risso & Poit.) M. Hiroe
- sous-espèce Citrus medica subfo. hassaku M. Hiroe
- sous-espèce Citrus medica subfo. hiroshimana M. Hiroe
- sous-espèce Citrus medica subfo. junos (Siebold ex Tanaka) Hiroë
- sous-espèce Citrus medica subfo. kizu M. Hiroe
- sous-espèce Citrus medica subfo. pyriformis (Hassk.) Hiroë
- sous-espèce Citrus medica subsp. bajoum H. Perrier
- sous-espèce Citrus medica subsp. limonia (Risso) Hook. f.
- variété Citrus medica var. acida Brandis

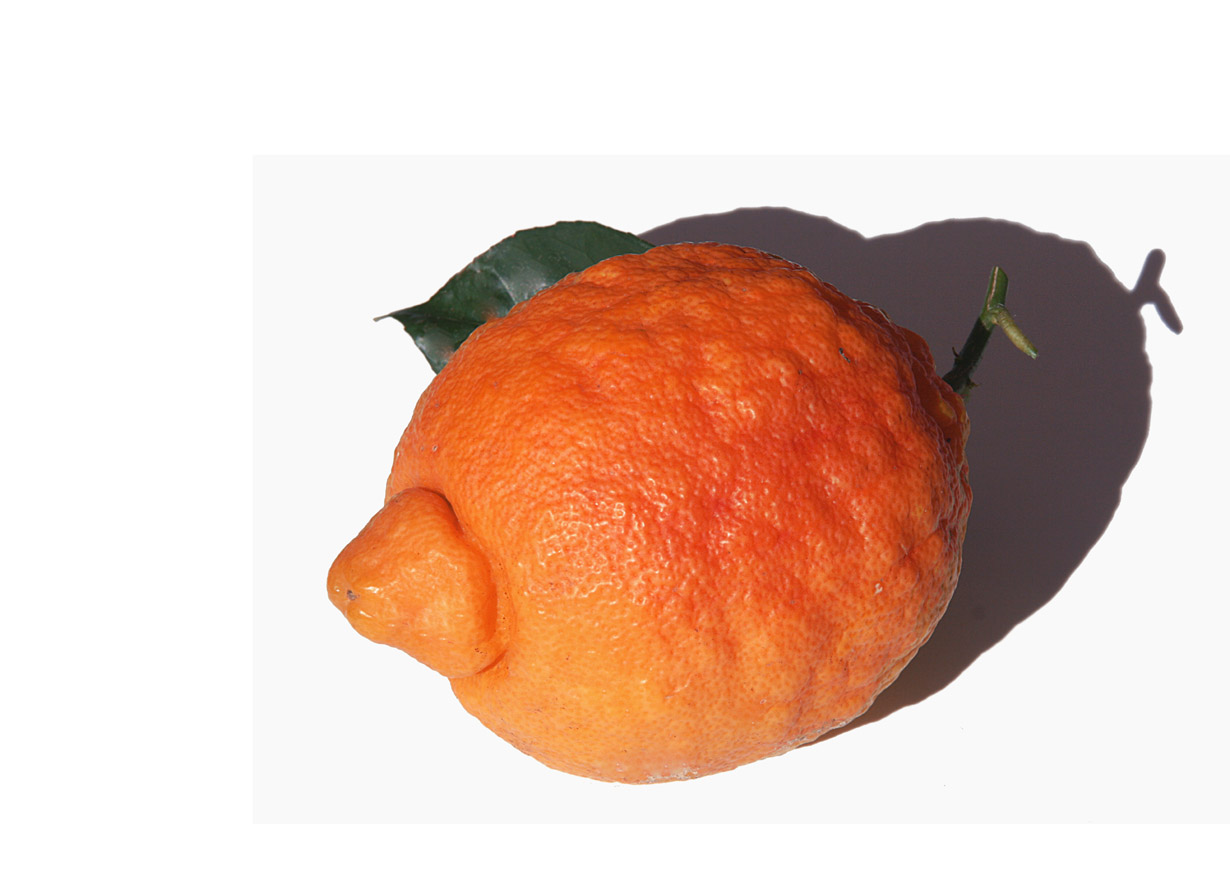
C. limonimedica pigmentata. Cédrat rouge.

- variété Citrus medica var. alata Tanaka
- variété Citrus medica var. digitata Risso
- variété Citrus medica var. dulcis Risso & Poit.
- variété Citrus medica var. ethrog Engl.
- variété Citrus medica var. limetta Engl.
- variété Citrus medica var. limon L.
- variété Citrus medica var. limonum (Risso) Brandis
- variété Citrus medica var. medica
- variété Citrus medica var. nana Wester
- variété Citrus medica var. proper Hook. f.
- variété Citrus medica var. sarcodactylis (Hoola van Nooten) Swingle
- variété Citrus medica var. tarung Tanaka
- variété Citrus medica var. yunnanensis S.Q. Ding

### Hybrides et Lemonmedica
Gallésio (1811) écrit «Nous suivrons donc cette nomenclature [Cesalpin Camerarius, les Bauhin, Clusius et tous les autres historiens des végétaux], et pour y donner plus de précision, nous appellerons poncires les hybrides du limonier et du cédrat ; limes les hybrides de l'oranger et du limonier, et lumies les hybrides du cédrat et de l'oranger».
En dehors des poncires et lumies, à noter des hybridations spontanées de citronnier et de cédratier
- C. limonimedica pigmentata ou cédrat rouge. Fruit riches en lycopène[100]. Écorce très parfumée utilisée en cuisine, ou en cosmétique[101].

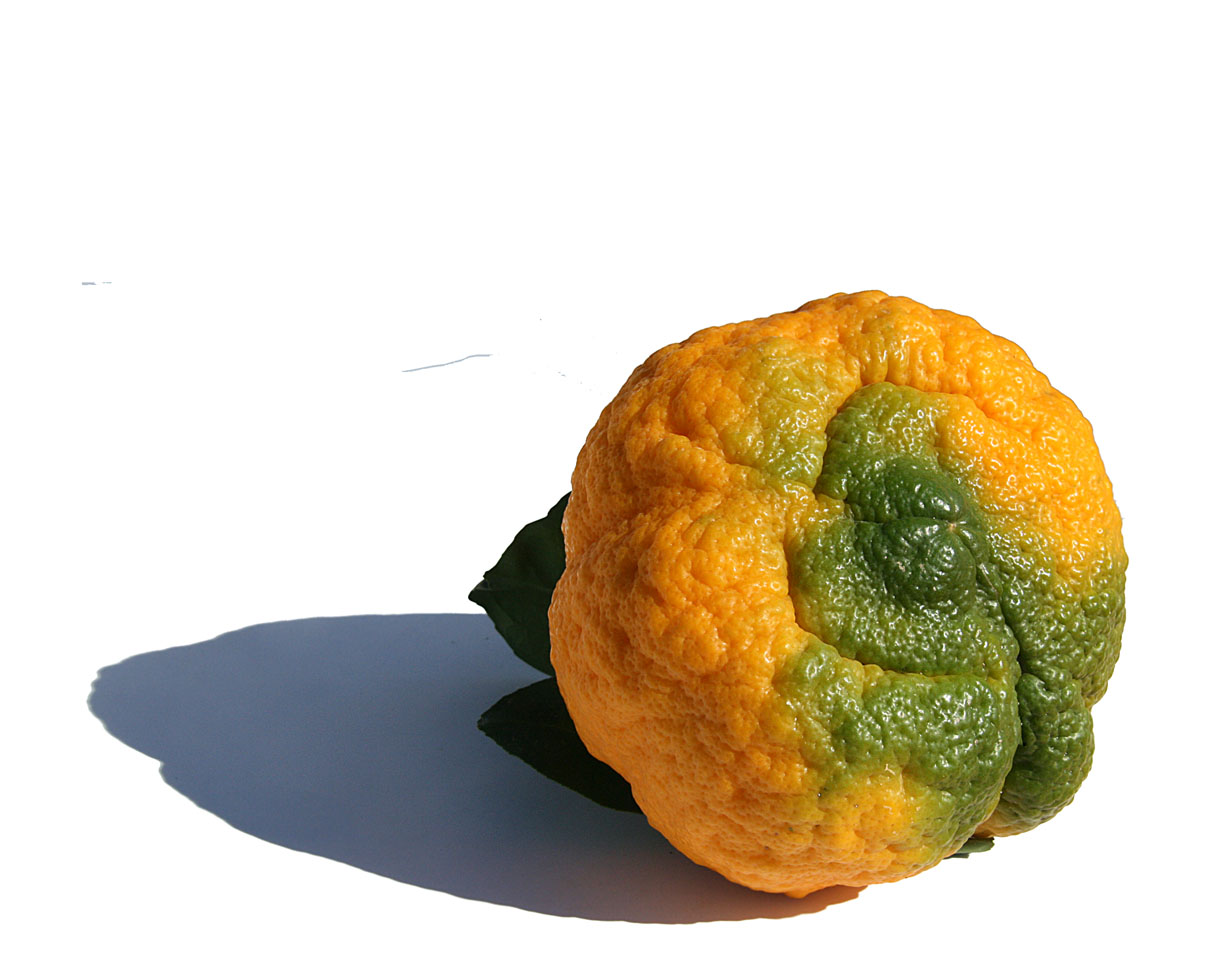
Pompia hybride sarde.

ex. Citrus medica var. Pompia, Citrus ×mostruosa, depuis 2013 Citrus limon var. pompia Camarda 2015. Hydride actuellement décrit comme croisement de bigarade C. aurantium (parent femelle) et de cérat C. medica (pollinisateur). Décrit en 1780 par Andrea Manca dell Arca et cultivé en Sardaigne pour y être confit entier. Hybride complexe.
- C. limonimedica Mangiagli (à manger) est un cultivar d'Italie méridionale réputé avoir un très bon gout, excellent en salade[102]. Ce serait un des meilleurs avec Crispifolia.[51]
- Le cédrat de Trabia ou pirittuni, piretto, cannerone est un hybride de citronnier (citron Spatafora) qui se mange entier en salade[103].

Citrus medica a contribué comme parent mâle direct en combinaison :
- avec C. micrantha ou des espèces proches de papeda à C. aurata , C. excelsa , C. macrophylla et C. aurantifolia
- avec C. reticulata aux variétés C. limonia , C. karna et C. jambhiri y compris Rangpur, le citron Volkamer et au citron jambhiri
- avec C. aurantium à C. limetta et C. limon (type citron jaune)
- les triploïdes de C. aurantifolia (Tanepao citron vert et citron Madagascar) résultent probablement d'un rétrocroisement interspécifique (un ovule diploïde de C. aurantifolia fécondé par C. medica)[104].

## Liste des variétés et cultivars par pays
Francis Luro et al. ont mis en évidence (2012) une forte diversité génétique chez les cédratiers probablement été favorisée par la multiplication par semis dans les pays méditerranéens (les juifs ne reproduisent pas leurs cédrats rituels par greffe), le même phénomène a été mis en évidence en Inde (2016).

### Cédrats méditerranéens et proche-orientaux

#### Les cédrats italiens

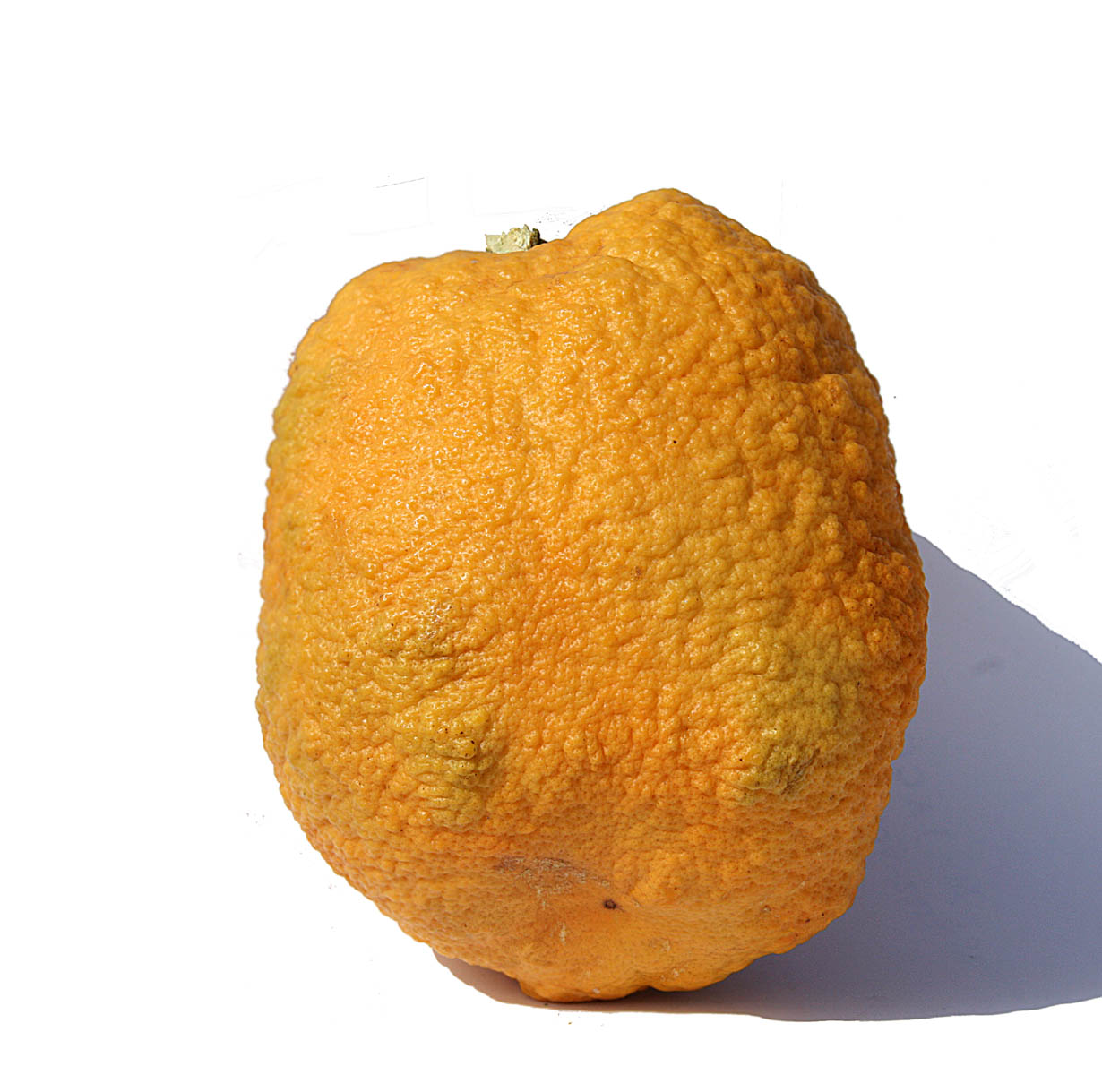
Cédrat Crispifolia.

La collection italienne actuelle est la plus riche et la plus étonnante. Le cédrat d'Amalfi se confit, le Bajoura de Sicile a un albedo doux, Vozza-Vozza est réputé très aromatique et un des plus gros disponible de même que rugoso, Gigante serait lui le plus lourd  avec Cedro Riccio d'Etna (jusqu'à 10 kg). Le cédrat de Come ou d'Orsenigo est un canelé remarquable, C. medica Crispifolia a feuilles gaufrées est nommé cedro a floglia riccia.

##### Cédrat de Santa Maria del Cedro
Santa Maria del Cedro (province de Cosenza) produit environ 4000 t de cédrat par an à destination du marché des fruits rituels juifs et de la transformation. Il est le seul cédrat européen à bénéficier depuis le 10 mai 2023 du label européen AOP. Le cahier des charges exige un  albédo très régulier (de 51 à 85 % de la section du fruit). Santa Maria del Cedro possède un Musée du cédrat géré par le Consorzio del Cedro di Calabria à l'origine de l'AOP.

#### Les cédrats du Maroc
La culture du cédrat y est traditionnelle, avec de nombreux cultivars locaux. Le fruit est consommé en tajine. L'exportation de fruit rituels vers Israël a pris une vaste extension (600000 cédrats Etrog exportés en 2022), le village marocain de Tayart (Imi N'tinbal) est le principal lieu de production de ces fruits de nos jours. Henri Chapot (1950) a consacré une publication aux cédrat d'Assads (village voisin, tous deux au Sud-Ouest de Taroudant, d'où le nom usuel de cédrat de Taroudant) qu'il dit plus petit que celui d'Imi N'tinbal et dont il donne une description précise.
La vallée des cédrats qu'on atteint à pied après Assads et Douar Tamguinsift est devenue un site touristique. Le Maroc produit des parfums au cédrat.
- Le cédrat M'Guergueb, vrai cédrat écrit Chapoty, qui peut «rivaliser avec le cédrat de Corse et avec le Diamante»[124]
- Le cédrat Rhobs el Arsa, pain du jardin (l'aspect évoque une croute d'un pain local), agrume ornemental prisé au Maroc, H. Chapot lui suppose une origine indienne et en fait un membre du groupe jamburi. Chapot le suppose être un double hybride de bigarade à cause de la forme de la feuille et de citronnier (acidité de la pulpe), hérédité qui évoque celle de Pompia dont il a l'apparence[124].

#### Cédrats du Moyen-Orient et Yémen

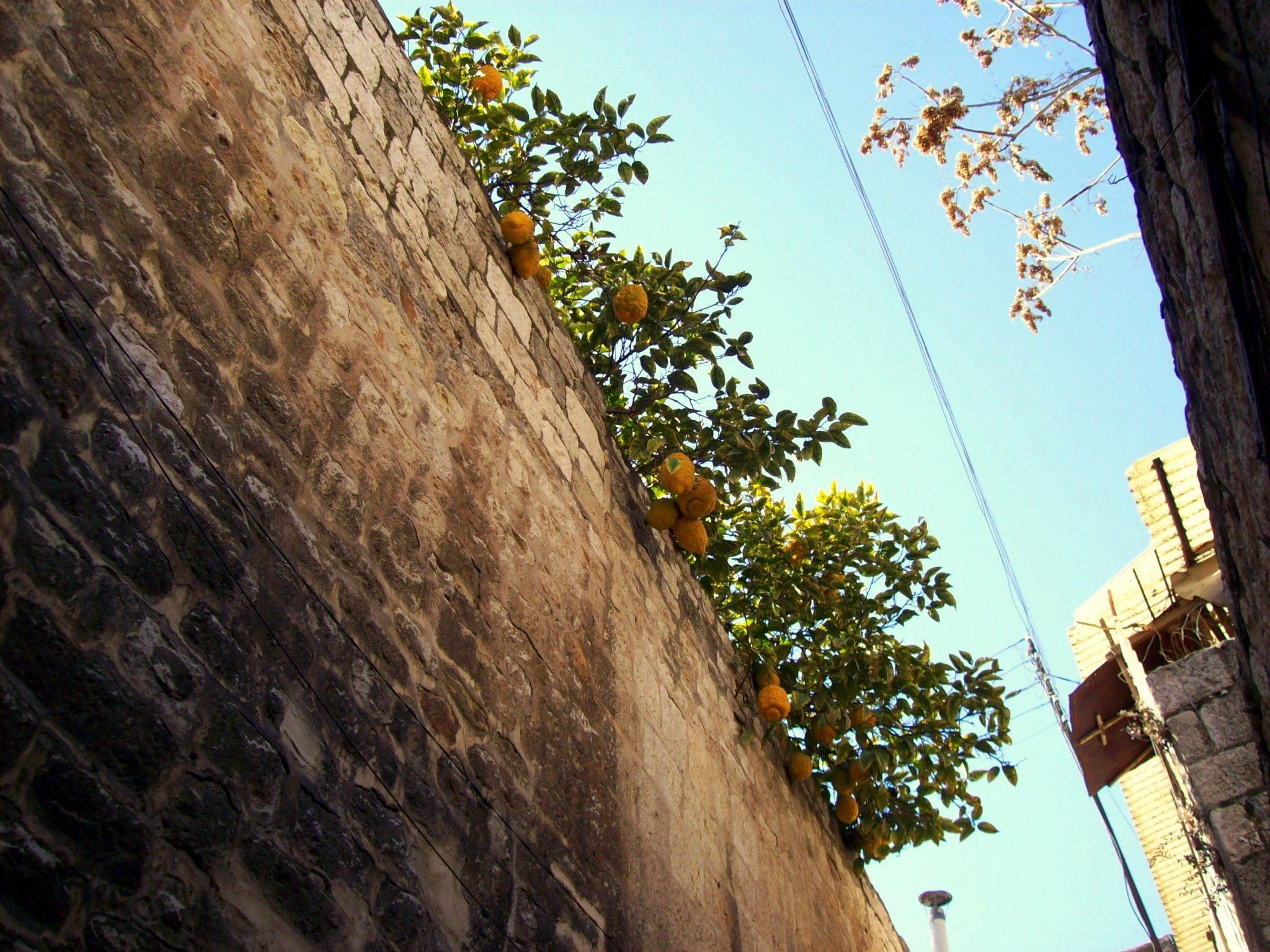
Cédrats à Allep.

- Les cédrats Kabbad (écorce fortement bosselée mamelonnée type des cédrats verruqueux) qui peut atteindre une taille «énorme» (écrit Chapot dans sa monographie[125]) est parfois supposé proche du jaune orange (Citrus Karna RAF[126].) et le cédrat de Damas - gros fruit cylindrique d'une jaune franc -  sont mentionnés comme cédrats syriens. L'albedo et le zeste du Kabbad sont broyés et mélangés pour faire des pâte de fruit.
- Le cédrat d'Antelias est cultivé au Liban, le fruit est gros avec un étranglement au centre qui lui donne une forme de bobine ou de gourde d'après Chapot[125].
- Temoni ou cédrat du Yémen a un fruit tardif, à albédo doux avec une saveur agréable peu marquée. La taille du fruit est moyenne et variable[127].
- Balady ou baladi («indigène» ou «local» en arabe) est cultivé en Israël et en Palestine à des fins rituelles.

### Cédrats orientaux

#### Les cédrats chinois
La Chine possède de très nombreux cultivars et variétés de cédrats sauvages et cultivés. Le Yunnan est la zone la plus riche, on y distingue deux populations depuis longtemps différenciées : les cédrats digités (main de Bouddha) et les non digités.

#### Cédrat sub-hymalayens

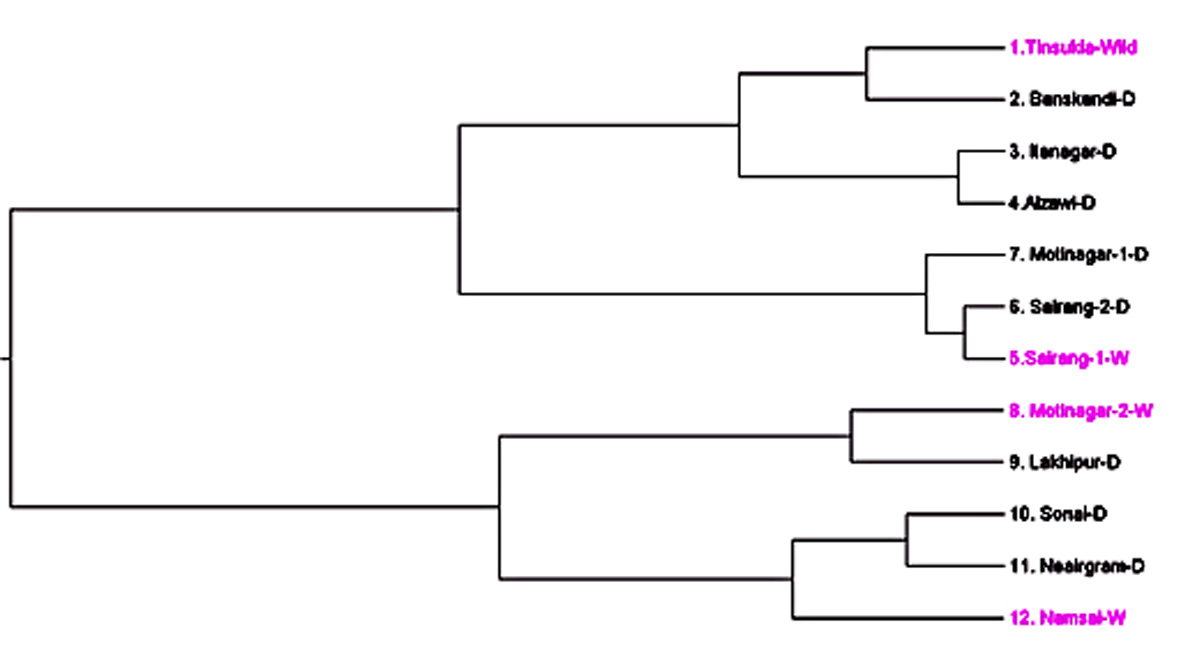
Distances génétiques et phylogénie de 12 populations de cédratiers indiens - code couleur magenta pour les cédrats sauvages (les noms sont ceux de la région de provenance).

En Inde les analyses effectuées sur 219 accessions ont montré une plus diversité génétique légèrement supérieure chez les populations de cédratiers domestiqués (8 populations identifiées) par rapport aux populations sauvages (4 populations identifiées). La domestication a eu lieu dans le nord-est de l'Inde, d'où l'on pense que l'espèce est originaire.
Themachhi' cédrat sauvage de Garo Hills, Meghalaya, qui ressemble à un citron a été démontré être un cédrat.
Des accessions locales ont été mises en culture à la station de l'Institut (BARI), Jaintapur, Sylhet, Bangladesh et leur diversité décrite (2019), elles sont très hétérogènes par exemple le poids du fruit varie selon les variétés de 140 à 797 g, la partie comestible de 59 à 80 % du fruit ; la morphologie et les caractéristiques qualitatives sont également variables.

## Huile essentielle
De même que la feuille de cédratier a un usage différent en cuisine que le fruit, l'huile essentielle de feuille (dominantes limonène/géranial/néral) diffère sensiblement de celle du fruits dont les principaux composants sont limonène, limonène/γ-terpinène. La présence du limonène est de 48 % chez la Main de Bouddha suivi de 26 % d'γ-terpinène et de (Z) et (E) citral (5,7 et 6,3 % mais on peut aller à 23 %). Chez etrog limonène et γ-terpinène représentent 5,7 et 6,3 %, on peut aller de 22 à 85 % selon les fruits pour le limonène, et pour γ-terpinène de 4,2 à 28 % selon les cultivars. Le myrcène et le β-pinène sont significativement présent de l'H.E. de feuille de cédratier. thegoodscentscompany rappelle que les H.E. naturelles riches en d-, l- et dl-limonène ne doivent être utilisés que lorsque le niveau de peroxydes est le plus bas possible.
L'huile essentielle extraite de la peau du fruit contient encore de l'isolimonène (39,37 %). Dans une publication spécialement consacrée au cultivar 'Diamante' récolté vert ou jaune, l'oxypeucedanine était le composant principal de la fraction hétérocyclique oxygénée dans les extraits de fruits verts. Gabriel Bartolo et al. montrent que l'oxypeucedanine (coumarine aglycone typique des Apiaceae) est le principal composé oxygéné dans l'H.E. de cédrat vert alors que le citroptène (C11H10O4) commun chez la lime, le citron et la bergamote prend sa place dans le jaune.
Les principaux flavonoïdes de l'H.E. du cédrat de Corse sont la rutine et la néohespéridine, on les retrouve dans la liqueur locale.
L'hétérogénéité des résultats disponible est forte. Dans un article paru en 2015, Brian M. Lawrence cite les travaux sur l'influence  
- du stade de maturité du fruit. La plupart des propriétés sont affectées par le degré de maturité : baisse du niveau de neral avec la maturité de même le limonène, le rendement passe de 0,6 à 0,8 % volume quand le fruit murit. L'activité antioxydante la plus élevée en sur maturité[140],
- de la méthode d'extraction (pour le limonène le niveau passe de 35,4 à 44,5 % selon qu'on utilise l'hydrodistillation où la pression à froid),
- de la variété et la provenance[141].

### Propriétés
L'activité antimicrobienne et antiproliférative de l'H.E. de cédrat est importante : cette H.E. est un bactéricide puissant. Elle a une activité antiproliférative contre le cellules cancéreuses humaines (HepG2, Caco2, MCF-7 et THP-1).
Chez la souris l'inhalation d'huile essentielle de Citrus medica est un anxiolytique significatif, spécialement sur l'anxiété induite par la fatigue (2025). Le mécanisme anti-anxiété serait lié à la voie synaptique cholinergique.

## Anthologie
- Halil el Masri, L'interprète oriental des songes. E. Dentu. 1878. 422 p.[144]

« Cédrat, l'arbre. Homme pieux et renommé ; femme étrangère, belle, honorée et de grande naissance. Couronne de cédrat : pour ceux qui ne sont pas mariés, signe de mariage avec une personne ayant les qualités susdites.
Le fruit. Héritage qui vient de loin. Un seul cédrat: naissance d'un fils ; un grand nombre ; louanges, honneurs. Ce fruit est pour certains auteurs signe d'hypocrisie.
Cédrats doux biens amassés; aigres légères maladies, un fils qui cause des chagrins. Cédrat vert; année fertile. En cueillir de verts: bonne santé pour qui les cueille ; de jaunes: année fertile, mais avec des maladies. Lorsqu'une femme rêve d'en couper un ou deux : elle aura un garçon et une fille qui seront maladifs ; si elle a des cédrats dans son giron elle accouchera d'un fils heureux. Une femme qui donne un cédrat à son mari, lui donnera un fils. Rêver que l'on jette un cédrat à quelqu'un demande de mariage à cette personne. »

- Mlle TH. V. En Terre Sainte, Plon, Paris. 1903[145]

« Le Père qui nous a reçus a une physionomie fine et distinguée. On nous a apporté la petite tasse de café d’usage et, après la visite de politesse, j’ai voulu me retirer, craignant d’être indiscrète, mais le Père a désiré me montrer la chapelle plus en détail. J’ai admiré aussi un cédrat de leur jardin, chargé de fruits superbes. Un frère m’a apporté de ces fruits confits ; c’est très bon. »